# Oeekam
Oeekam is een bestuurslaag in het regentschap Timor Tengah Selatan van de provincie Oost-Nusa Tenggara, Indonesië. Oeekam telt 704 inwoners (volkstelling 2010).